# Sussex Gardens
Sussex Gardens est une rue de Londres.

## Situation et accès
Située dans le quartier résidentiel de Paddington, Cité de Westminster, elle relie au nord Edgware Road à Bayswater Road au niveau de la station de métro Lancaster Gate et du Lancaster Building.
Les stations de métro les plus proches sont Lancaster Gate, où circulent les trains de la ligne  Central, Paddington, desservie par les lignes  Bakerloo  Circle  District et Edgware Road, où circulent les trains des lignes  Circle  District  Hammersmith & City.

## Origine du nom

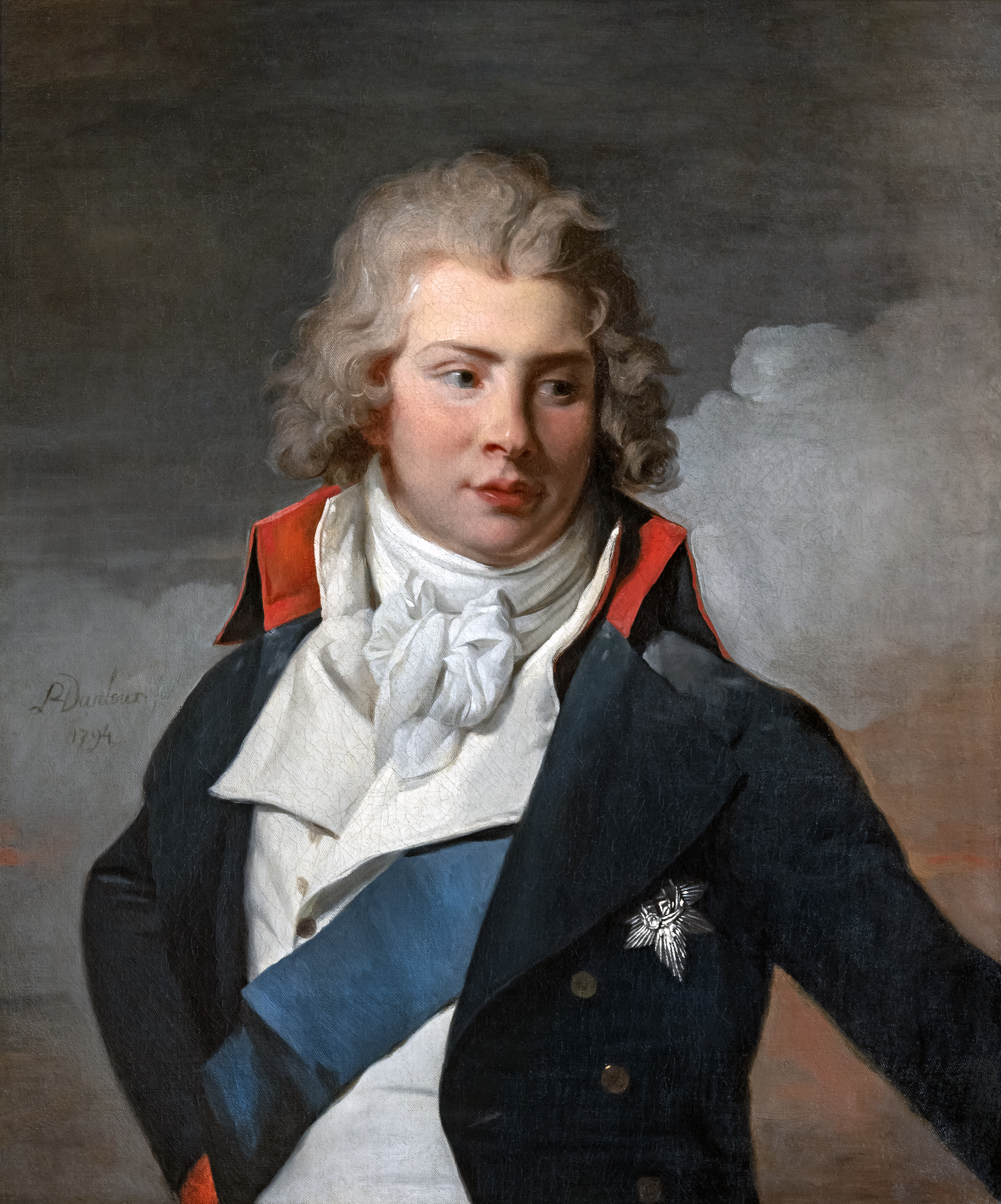
Portrait du prince Auguste Frédéric duc de Sussex, par Henri-Pierre Danloux (1794).

Cette rue évoque la mémoire du prince Auguste-Frédéric de Sussex, frère de George IV, qui fut fait duc de Sussex en 1801. Sussex Mews, Sussex Place et Sussex Square, qui se trouvent à proximité, ont la même origine.

## Historique
Cette rue a été aménagée en 1843, à la mort du duc de Sussex.

## Bâtiments remarquables et lieux de mémoire
L'église Saint-James, église paroissiale de Paddington, est située à l'extrémité sud de Sussex Gardens.

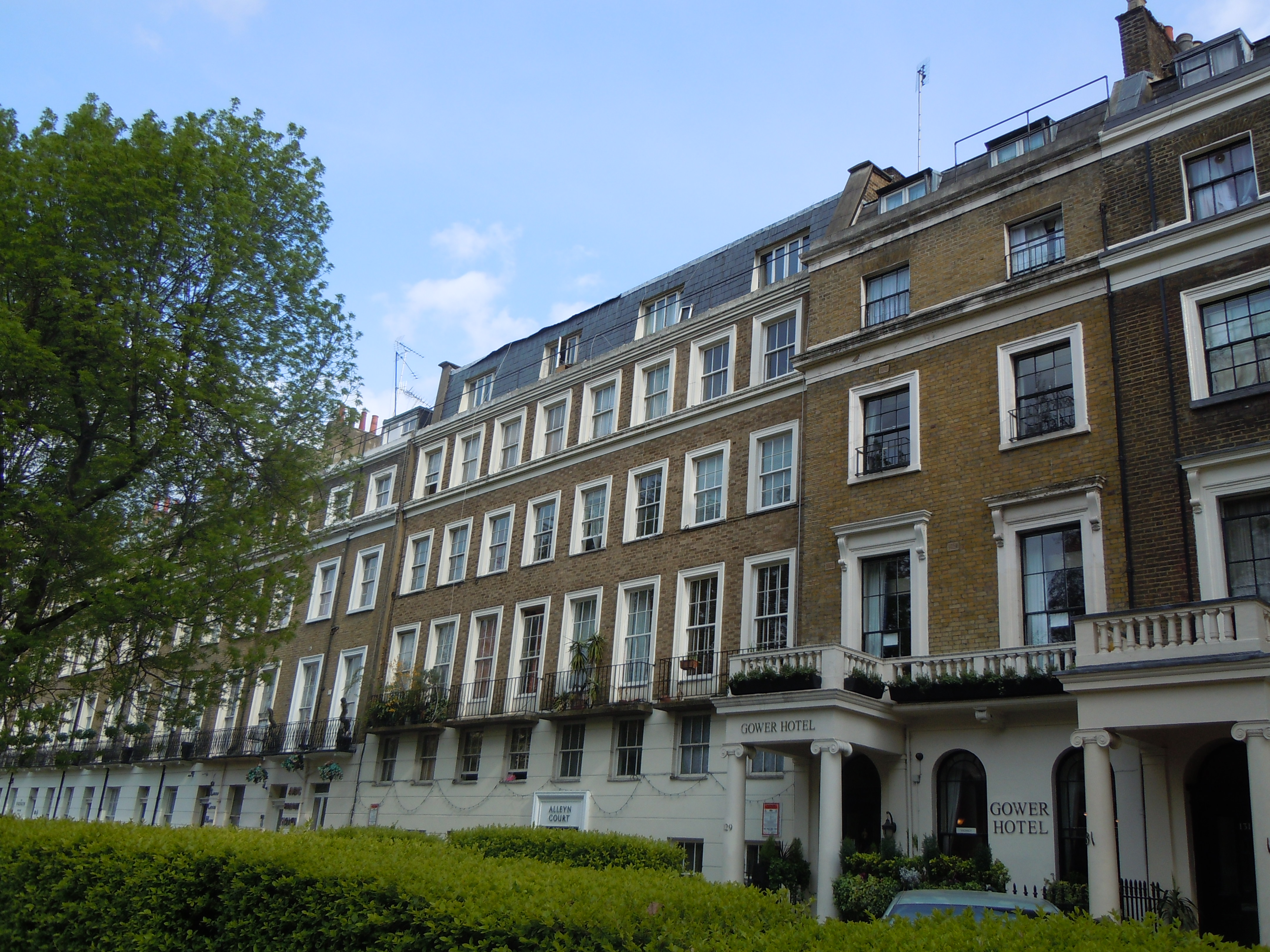
Immeubles résidentiels.
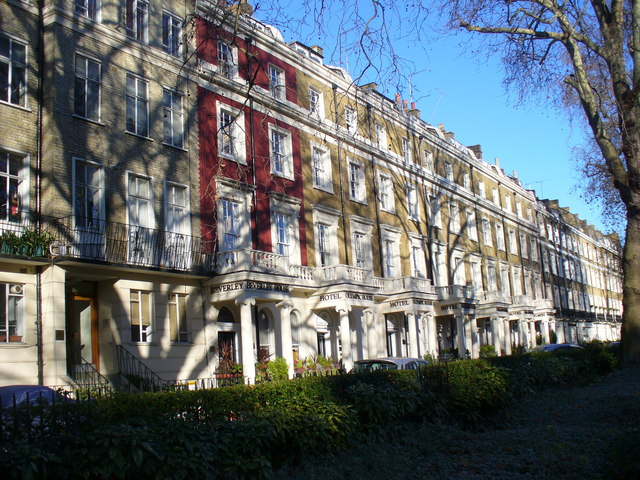
Hôtels le long de Sussex Gardens.
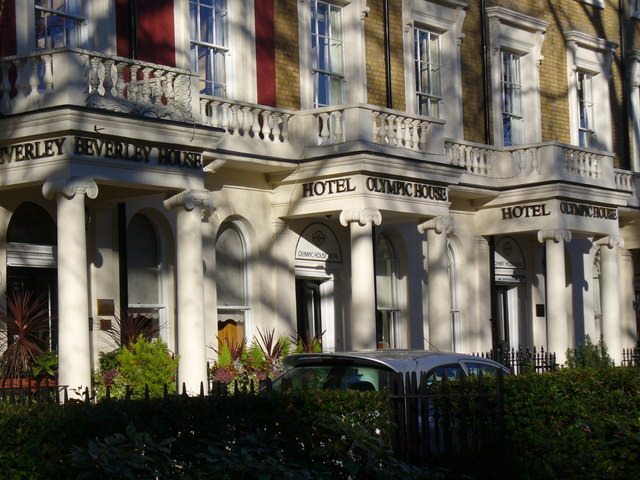
Façade d'hôtel ornée de colonnes doriques.